# Heterachthes howdeni
Heterachthes howdeni är en skalbaggsart som beskrevs av Martins 1970. Heterachthes howdeni ingår i släktet Heterachthes och familjen långhorningar. Inga underarter finns listade i Catalogue of Life.